# Колоскова Олена Костянтинівна
Олена Костянтинівна Колоскова (нар. 19 січня 1964 року в м. Чернівці Чернівецької області, Україна) - українська лікарка та науковиця у галузі педіатрії. Дійсний член регіональної ради «Орден Святого Пантелеймона» (м. Чернівці)[джерело не вказане 782 дні], член Асоціації лікарів Карпатського регіону (м. Івано-Франківськ)[джерело не вказане 782 дні], Співголова Чернівецького регіонального осередку асоціації педіатрів України (м. Чернівці)[джерело не вказане 782 дні], Академік міжнародної академії освіти і науки (м. Київ)[джерело не вказане 782 дні], член спеціалізованої вченої ради у Буковинському державному медичному університету, член Атестаційної комісії ГОУОЗ, Координаційної ради по боротьбі з малюковою смертністю.

## Життєпис
У 1987 році з відзнакою закінчила педіатричний факультет Чернівецького медичного інституту.
З 1987 по 1989 рік проходила інтернатуру за спеціальністю «Педіатрія» на базі Обласної дитячої клінічної лікарні м. Чернівці.
Із 1989 по 1990 рік працювала педіатром, а пізніше — дитячим ендокринологом у міській дитячій лікарні № 2 (ОДКЛ № 2).
З 1990 року асистент кафедри дитячих хвороб Чернівецького медичного інституту.
Із 1994 року завідувач клінічним відділом НДІ медико-екологічних проблем МОЗ України. Увесь цей час викладала педіатрію за сумісництвом.
Завідувач кафедри педіатрії та дитячих інфекційних хвороб з 2009 року.

## Наукові ступені
У 1994 році захистила кандидатську дисертацію за спеціальністю 14.01.10 «Педіатрія» на тему: «Клінічні прояви масового захворювання невідомої етіології з синдромом гострої дифузної алопеції у дітей м. Чернівці»[джерело не вказане 782 дні].
У 1999 році присвоєно вчене звання доцента кафедри педіатрії та дитячих інфекційних хвороб.
У 2006 році захистила докторську дисертацію на тему: «Стан здоров′я дітей, які проживають в зонах поєднаного забруднення грунту малими дозами солей важких металів та техногенних радіонуклідів (клініко-епідеміологічний аналіз, лікування, профілактика)»], присуджено науковий ступінь доктора медичних наук за спеціальністю 14.01.10 «Педіатрія».
Вчене звання професор кафедри педіатрії та дитячих інфекційних хвороб присвоєно у 2009 року.
Рішенням Центральної Атестаційної Комісії МОЗ України присвоєна вища кваліфікаційна категорія зі спеціальностей: «Педіатрія», є спеціалістом за спеціальностями «дитяча ендокринологія» та «дитяча пульмонологія».][джерело не вказане 782 дні]

## Наукова діяльність
Колоскова Олена Костянтинівна є одним із фундаторів школи доказової педіатрії на Буковині, основні напрями наукових досліджень пов'язані з проблемами дитячої пульмонології та алергології, дитячої ендокринології, неонатології, впровадженням неінвазивних методик досліджень, ведення критичних та невідкладних станів у пацієнтів дитячого віку.[джерело не вказане 782 дні]  

## Методична діяльність
Науковий керівник 1 докторської дисертації, 9 кандидатських дисертацій, з яких 7 — захищено, 2 виконуються. Автор більше 500 наукових праць, 20 навчальних посібників, 35 патентів України на корисну модель, 14 інформаційних листів про нововведення в охороні здоров'я України.[джерело не вказане 782 дні]

## Наукові ідентифікатори
Scopus Author ID: 6505862777.
ORCID: https://orcid.org/0000-0002-4402-8756
Google Scholar профіль:  https://scholar.google.com.ua/citations?user=kzPJUXgAAAAJ&hl=uk
Researcher ID B-4380-2017

## Вибрані наукові праці
1.      Koloskova OK, Bilous TM, Dikal MV, Lomakina UV, Kopchuk TG, Lobanova TO. Reactions of eosinophilic granulocytes in the sputum and peripheral blood of children suffering from bronchial asthma with signs of eosinophilic and non-eosinophilic inflammation of the bronchi. Regul. Mech. Biosyst. 2017;8(1):15-8. Web of Science
2.      Koloskova O, Bilous T, Bilyk G, Lobanova T, Dikal M, Bilous V. Content of Markers of Respiratory Tract Remodeling in Exhaled Breath Condensate in Children Suffering from Bronchial Asthma. J Med Sci. 2017;37(4):63-7. Scopus
3.      Bezrukov LO, Koloskova OK, Ivanova LA, Bilous TM, Grygola OG, Voitkevich YI. Treatment of patients suffering from exercise-induced asthma: Prevention of exercise-induced bronchial spasm — Literature review. Acta Med Int. 2018;5:84-9. Scopus
4.      Koloskova O, Bilous T, Bilyk G, Shchudrova T, Korotun O, Kopchuk T, Hrytsiuk M, Dikal  M. Clinical and anamnestic indicators for the risk assessment of airway remodeling in children with asthma. Medical Science. 2019;23(100):953-62. Web of Science
5.      Koloskova OK, Bezrukov LO, Ivanova LA, Horbatiuk IB, Horbatiuk IrB Optimization of clinical diagnosis and treatment of acute tonsillopharyngitis in children. Archives of the Balkan Medical Union. 2019;54 (1):51-6. Scopus
6.      Koloskova О, Bilous Т, Ivanova L, Korotun O, Shchudrova T, Hnatiuk M, Kukhta O, Bilous V. Predicting the severity of community-acquired pneumonia in children using non-invasive diagnostic tools. Medical Science, 2020;24(103):989-94 Web of Science
7.      Koloskova О, Bilous Т, Bilyk G, Buryniuk-Glovyak K, Korotun O, Shchudrova T.  Clinical and spirographic features of bronchial asthma in schoolchildren depending on the different regimens of basic anti-inflammatory therapy. Wiadomości Lekarskie 2020;1:31-5. Scopus
8.      Koloskova О, Bilous Т, Ivanova L, Korotun O, Tkachuk R, Shchudrova T, Hrytsiuk M, Bilous V, Herman F. Clinical value of the inflammatory markers for predicting the severity of community-acquired pneumonia in children. Medical Science. 2020;24(106):3923-30. Web of Science
9.      Kramarov S, Koloskova O, Bilous T, Ivanova L, Kaminska T, Nezgoda I, Stoieva T, Kharchenko Y, Garas M, Yevtushenko V, Seriakova I, Stanislavchuk L, Lobortas Y. Peculiarities of the course of coronavirus disease COVID-19 in children of various ages in certain regions of Ukraine. Medical Science. 2021;25(110):985-98  Web of Science